# Partidul Muncitoresc Norvegian
Partidul Muncitoresc Norvegian (norvegiană: Det norske Arbeiderparti (deseori prescurtat în Arbeiderpartiet, DNA, A sau Ap) este un partid social democrat din Norvegia, care a fost fondat la Arendal în 1887.
A guvernat pentru prima dată în 1935. A fost la putere din 1935-1965 și cu unele întreruperi din 1973.
Are o colaborare strânsă cu organizația sindicală „Landsorganisasjonen” (LO).

## Membri
Până în 1995, partidul avea un sistem de membri colectivi prin organizația sindicat LO, așa încât deveneai automat membru de partid la intrarea în sindicatul LO.
Numărul maxim de membri l-a avut în 1950: 200 501. În 2007 a avut 51 163 membri.

## Lideri
| Președinți - Jonas Gahr Støre din 2014 - Jens Stoltenberg 2002–2014 - Thorbjørn Jagland 1992–2002 - Gro Harlem Brundtland 1981–1992 - Reiulf Steen 1975–1981 - Trygve Bratteli 1965–1975 - Einar Gerhardsen 1945–1965 - Oscar Torp 1923–1945 - Emil Stang d.y. 1922–1923 (interim) - Kyrre Grepp 1918–1922 - Christian Holtermann Knudsen 1911–1918 - Oscar Nissen 1906–1911 - Christopher Hornsrud 1903–1906 - Christian Holterman Knudsen 1900–1903 - Ludvig Meyer 1897–1900 - Carl Jeppesen 1894–1897 - Gustav Olsen-Berg 1893–1894 - Ole Georg Gjøsteen 1892–1893 - Carl Jeppesen 1890–1892 - Christian Holtermann Knudsen 1889–1890 - Hans G. Jensen 1888–1889 - Anders Andersen 1887–1888 |  | Lideri ai grupului parlamentar - Helga Pedersen 2009-prezent - Hill-Marta Solberg 2005–2009 - Jens Stoltenberg 2001–2005 - Hill-Marta Solberg 2000–2001 - Jens Stoltenberg 2000 - Thorbjørn Jagland 1997–2000 - Tom Thoresen 1996–1997 - Thorbjørn Jagland 1993–1996 - Kjell Borgen 1992–1993 - Gunnar Berge 1990–1992 - Gro Harlem Brundtland 1989–1990 - Brit Jørgensen (temporar) 1989 - Einar Førde 1986–1989 - Gro Harlem Brundtland 1981–1986 - Trygve Bratteli 1976–1981 - Odvar Nordli 1973–1976 - Trygve Bratteli 1972–1973 - Guttorm Hansen 1971–1972 - Trygve Bratteli 1964–1971 - Nils Hønsvald 1956–1964 - Einar Gerhardsen 1952–1955 - Oscar Torp 1948–1951 - Sverre Støstad 1945–1947 - Fredrik Monsen 1945 - Magnus Nilsen 1939–1940 - Sverre Støstad 1935–1939 - Johan Nygaardsvold 1932–1935 - Alfred Madsen 1928–1931 - Sverre Støstad 1928 - Alfred Madsen 1923–1928 - Olav Scheflo 1922–1923 - Christopher Hornsrud 1921–1922 - Anders Buen 1916–1920 - Christian Holtermann Knudsen 1912–1915 - Alfred Madsen 1910–1912 - Christian Holtermann Knudsen 1906–1909 - Alfred Madsen 1903–1905 |  | Secretari generali - Raymond Johansen 2009–prezent - Martin Kolberg 2002–2009 - Solveig Torsvik 1996–2002 - Dag Terje Andersen 1992–1996 - Thorbjørn Jagland 1986–1992 - Ivar Leveraas 1975–1986 - Ronald Bye 1969–1975 - Haakon Lie 1945–1969 - Trygve Bratteli 1945 - Einar Gerhardsen 1923–1926 - Martin Tranmæl 1918–1921 - Magnus Nilssen 1901–1918 |